# Pop polityczny
Pop polityczny – jeden z dominujących kierunków w sztuce plastycznej współczesnych Chin (obok realizmu cynicznego). Utworzony po wydarzeniach z 1989 roku, był również efektem tendencji wystawienniczych stosowanych przez zachodnich kuratorów, którzy organizowali wystawy poza granicami ChRL (pierwszą ważną wystawą była „Chiny/Awangarda”, druga bezpośrednio już nawiązywała do nowo powstałego kierunku – Mao goes pop).
Swoją popularność polityczny pop zawdzięcza Li Xianting (kuratorowi chińskiej sztuki), który rozpropagował ów kierunek wśród elity dyplomatycznej państw zachodnich. Nurt rozwijał się głównie w Pekinie. Osiągnął sukces komercyjny na zachodzie, co spowodowało rozkwit szkół w Chinach zajmujących się tworzeniem tego typu malarstwa.
Polityczny pop bezpośrednio ukazywał niezadowolenie z życia codziennego i politycznego w odniesieniu do wolnego rynku. Był jawną krytyką reform transformacji, które zmierzały do utworzenia władzy opartej na wartościach tegoż rynku i totalitaryzmu. Porównywany z rosyjskim Socartem poprzez dobór środków artystycznej ekspresji (łączenie plakatów propagandowych typowych dla Rewolucji kulturalnej z elementami zachodniej kultury konsumpcyjnej, np. reklamy, znaki handlowe zachodnich firm). Przedstawiciele: Wang Guangyi, Yu Youhan.